# Xiphophyllum brunneum
Xiphophyllum brunneum är en insektsart som beskrevs av Max Beier 1960. Xiphophyllum brunneum ingår i släktet Xiphophyllum och familjen vårtbitare. Inga underarter finns listade i Catalogue of Life.